# 白马街道 (长沙市)
白马街道是中华人民共和国湖南省长沙市望城区下辖的一个街道，由长沙高新技术产业开发区托管。

## 历史
2018年2月，白马街道由雷锋街道析置成立。

## 行政区划
白马街道下辖以下地区：
长兴路社区、廖家坪村、白马村、三益村。